# Oligonychus comptus
Oligonychus comptus är en spindeldjursart som beskrevs av Meyer och Bolland 1984. Oligonychus comptus ingår i släktet Oligonychus och familjen Tetranychidae. Inga underarter finns listade i Catalogue of Life.